# Pierpont (Misuri)
Pierpont es una villa ubicada en el condado de Boone en el estado estadounidense de Misuri. En el Censo de 2010 tenía una población de 76 habitantes y una densidad poblacional de 118,32 personas por km².

## Geografía
Pierpont se encuentra ubicada en las coordenadas 38°51′48″N 92°18′48″O / 38.86333, -92.31333. Según la Oficina del Censo de los Estados Unidos, Pierpont tiene una superficie total de 0.64 km², de la cual 0.64 km² corresponden a tierra firme y (0%) 0 km² es agua.

## Demografía
Según el censo de 2010, había 76 personas residiendo en Pierpont. La densidad de población era de 118,32 hab./km². De los 76 habitantes, Pierpont estaba compuesto por el 97.37% blancos, el 1.32% eran afroamericanos, el 0% eran amerindios, el 0% eran asiáticos, el 0% eran isleños del Pacífico, el 0% eran de otras razas y el 1.32% pertenecían a dos o más razas. Del total de la población el 0% eran hispanos o latinos de cualquier raza.